# ISO 3166-2:SV
ISO 3166-2:SV è uno standard ISO che definisce i codici geografici delle suddivisioni di El Salvador; è un sottogruppo dello standard ISO 3166-2.
I codici, assegnati ai 14 dipartimenti, sono formati da SV- (sigla ISO 3166-1 alpha-2 dello stato), seguito da due lettere.

## Codici
| Codice | Dipartimento |
| ------ | ------------ |
| SV-AH  | Ahuachapán   |
| SV-CA  | Cabañas      |
| SV-CU  | Cuscatlán    |
| SV-CH  | Chalatenango |
| SV-LI  | La Libertad  |
| SV-PA  | La Paz       |
| SV-UN  | La Unión     |
| SV-MO  | Morazán      |
| SV-SM  | San Miguel   |
| SV-SS  | San Salvador |
| SV-SA  | Santa Ana    |
| SV-SV  | San Vicente  |
| SV-SO  | Sonsonate    |
| SV-US  | Usulután     |